# Basílica del Santuario Nacional de la Pequeña Flor (Royal Oak)
La Basílica Santuario Nacional de la Pequeña Flor (en inglés: National Shrine of the Little Flower Basilica) es una conocida iglesia católica y santuario nacional de estilo zigzag art déco en Royal Oak, Míchigan, en Estados Unidos. La estructura fue terminada en dos etapas entre 1931 y 1936. El santuario se ubica en el 2100 West Twelve Mile Road en la esquina noreste de la avenida Woodward y es una parroquia de la Arquidiócesis Católica de Detroit. La construcción fue financiada con los ingresos del ministerio de radio del Padre Charles Coughlin que transmitió desde la torre durante la década de 1930.

## Historia
Nombrada en honor de Santa Teresa de Lisieux (que también era conocida como «la Pequeña Flor»), la iglesia fue construida por primera vez en 1926 en un área para entonces en gran parte Protestante. Dos semanas después de su inauguración, el Ku Klux Klan quemó una cruz delante de la iglesia. La estructura de madera original fue destruida por un incendio el 17 de marzo de 1936. La construcción del nuevo edificio comenzó en 1931 y terminó en 1936. Su terminación fue hecha por la destrucción de la vieja estructura y empleó grandes cantidades de cobre y piedra para ejecutar los diseños del arquitecto Henry J. McGill, de la firma de Nueva York de McGill y Hamlin.
El papa Francisco designó el Santuario una basílica menor el 31 de enero de 2015. 

## Galería

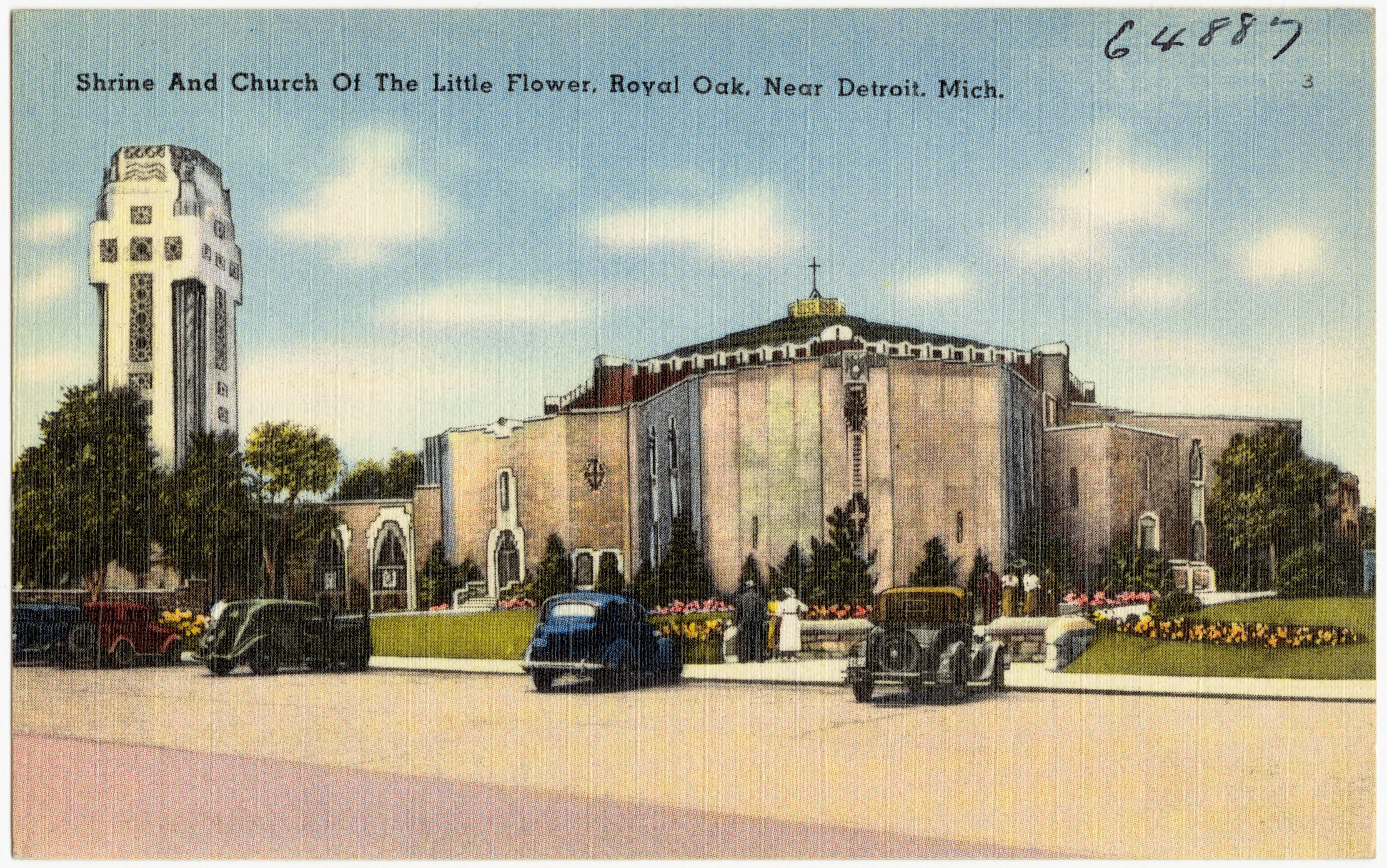
Postal de los años 1940
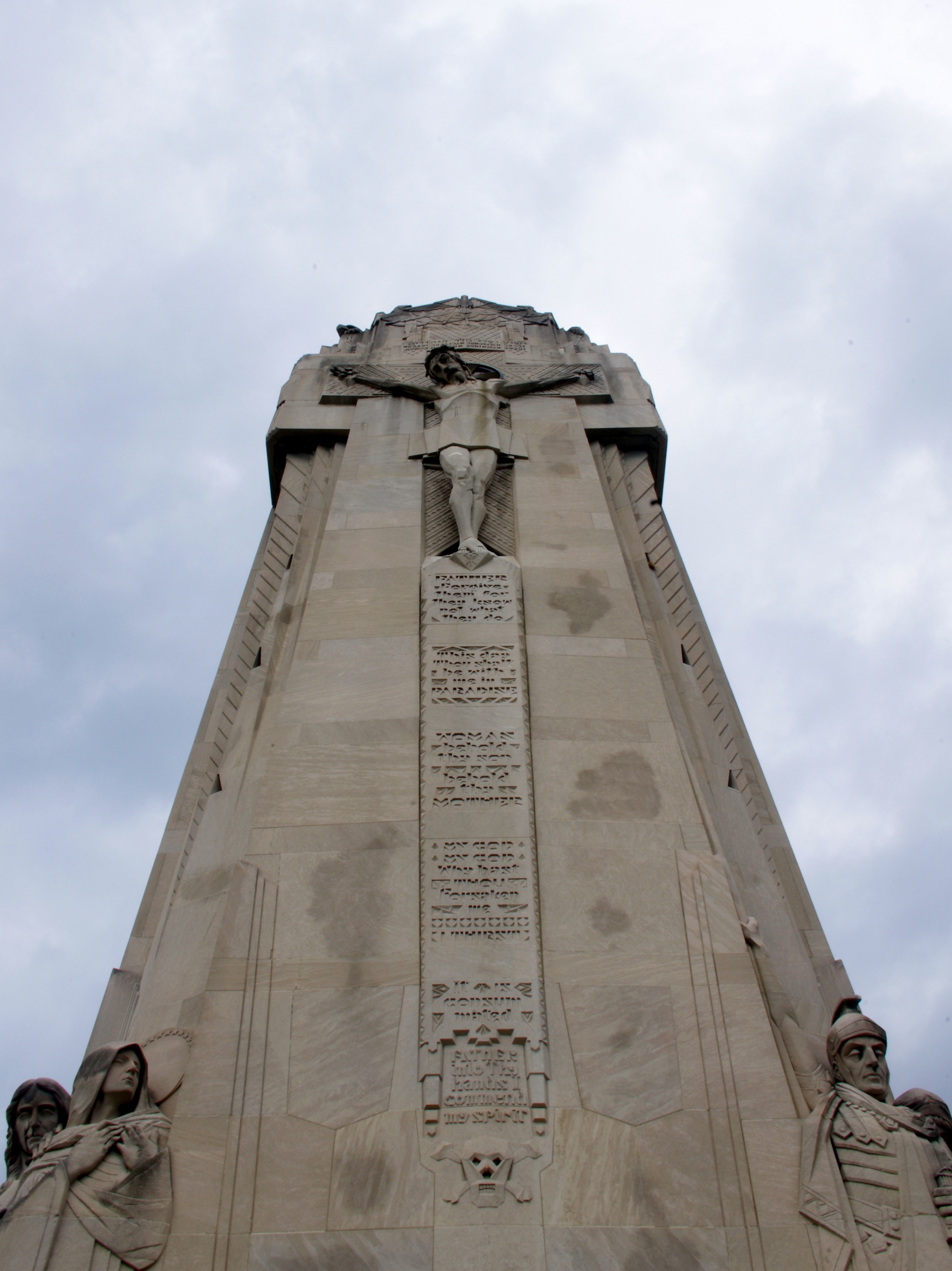
Torre del templo
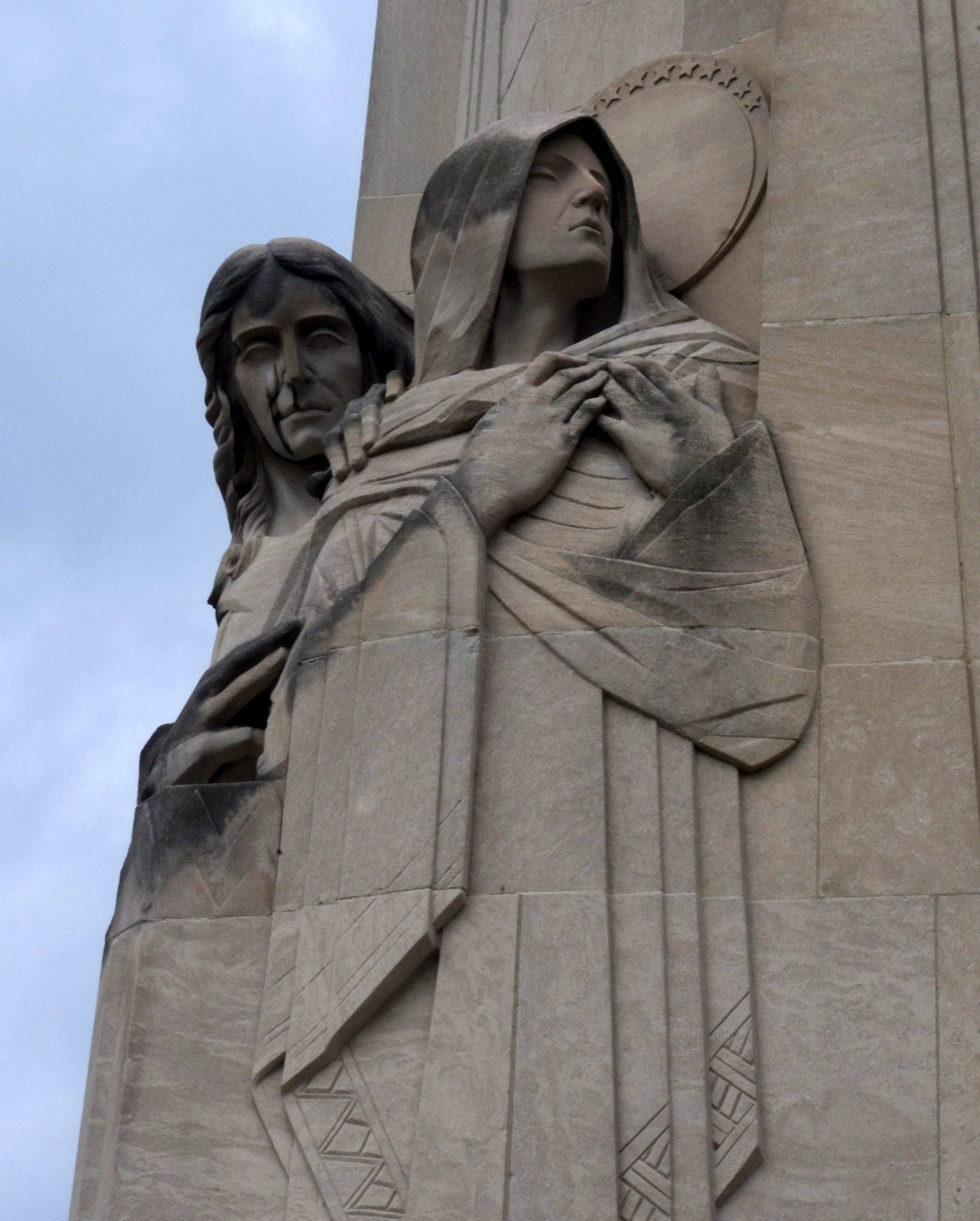
Esculturas de Corrado Parducci
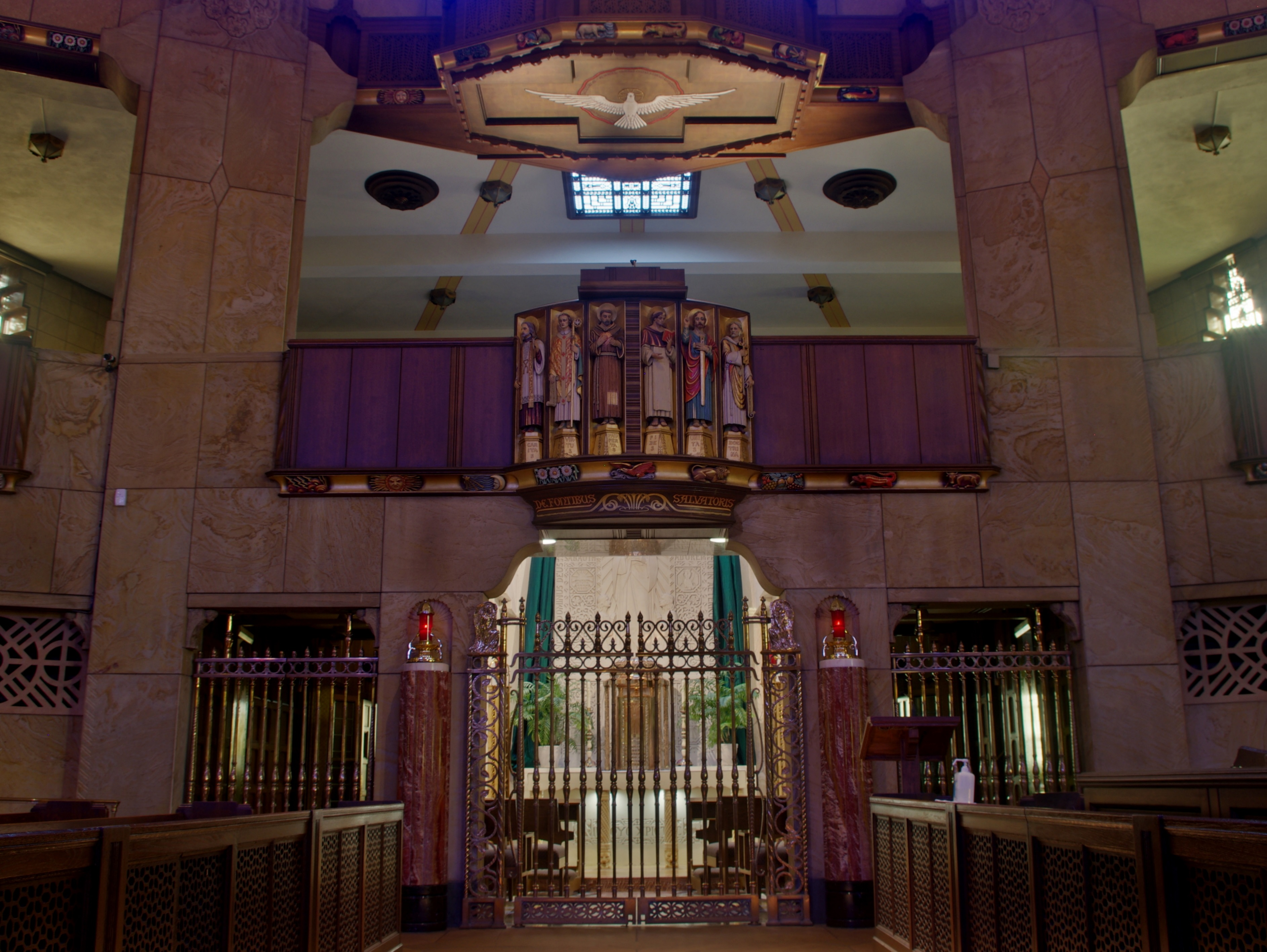
Tabernáculo
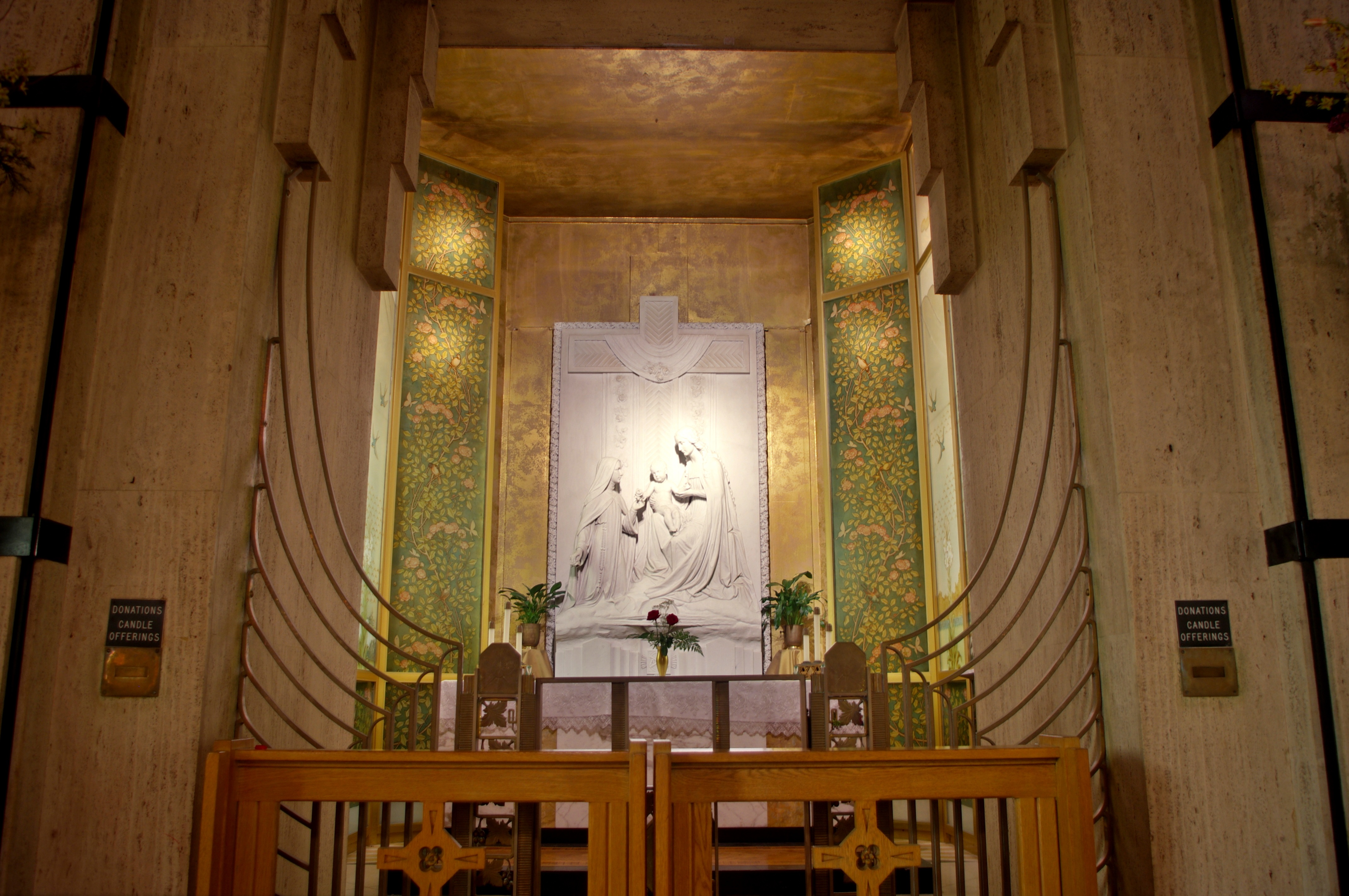
Altar de la Capilla de Santa Teresa
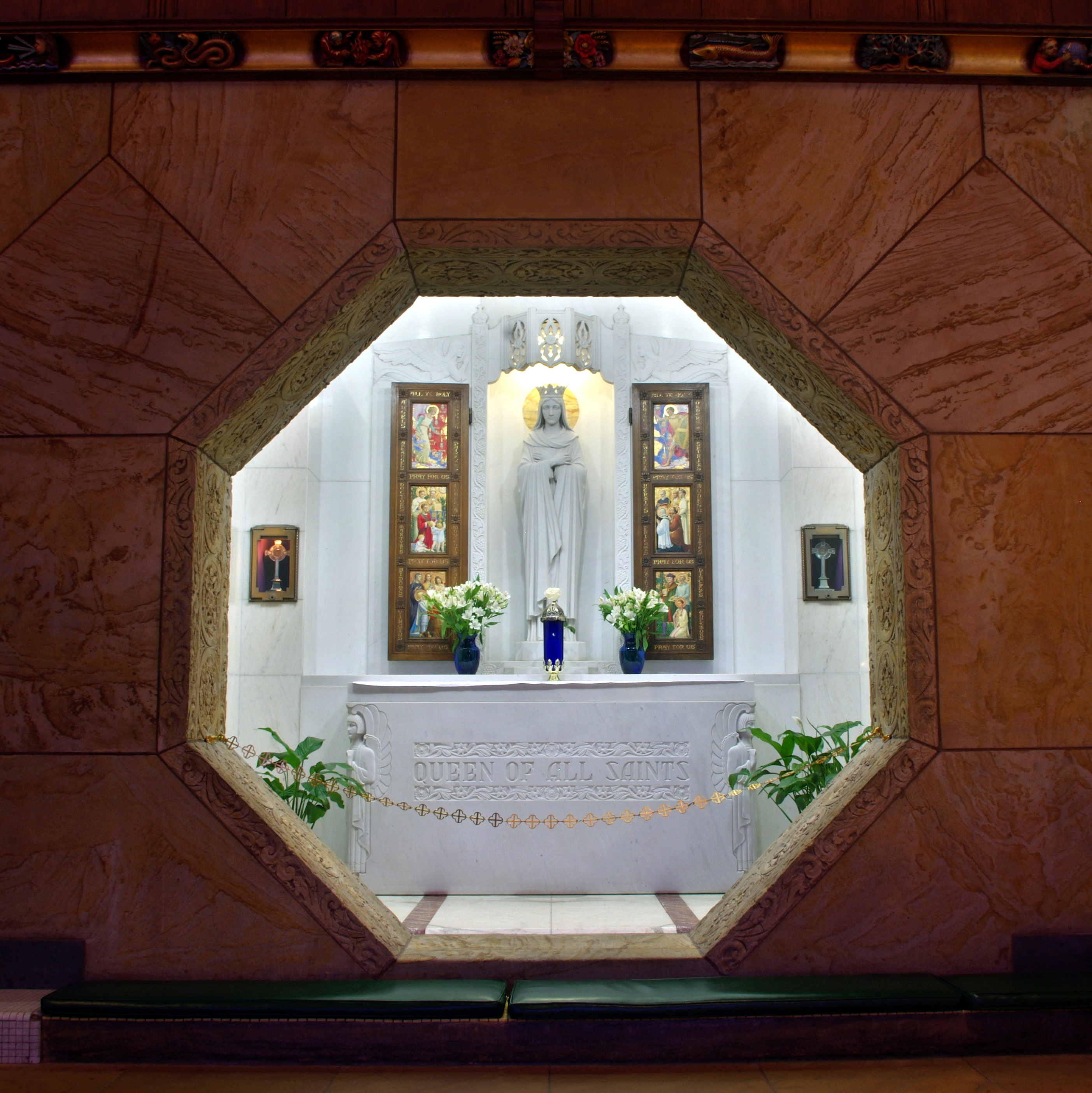
Capilla de la Reina de Todos los Santos
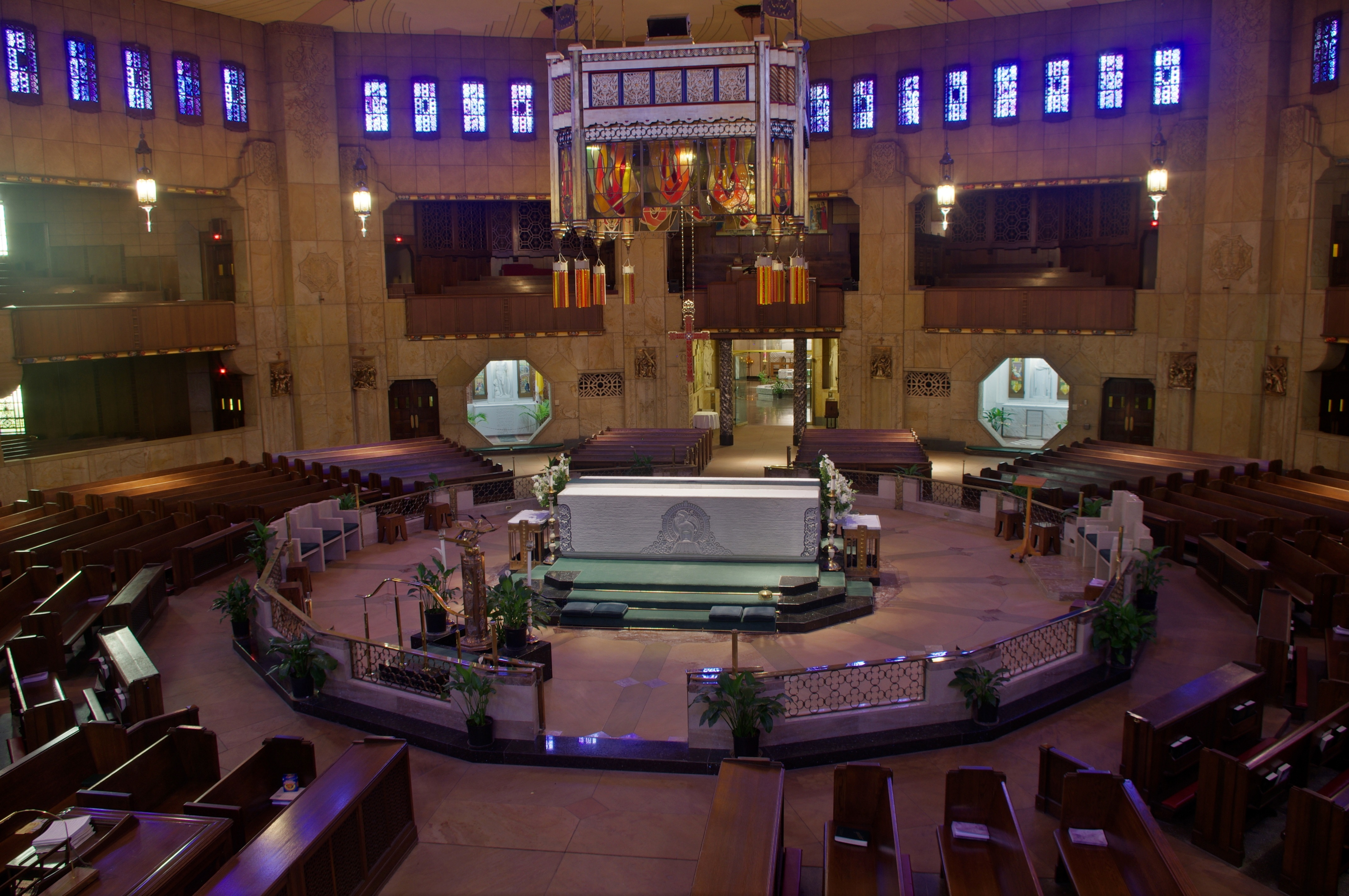
Interior